# Lahovna
Lahovna je naselje u slovenskoj Općini Celju. Lahovna se nalazi u pokrajini Štajerskoj i statističkoj regiji Savinjskoj. 

## Stanovništvo
Prema popisu stanovništva iz 2002. godine naselje je imalo 92 stanovnika.